# Муттахида маджлис-э-амаль
Муттахида маджлис-э-амаль, ММА (урду متحدہ مجلس عمل‎; Объединённый совет действия) — ультраправый политический альянс в Пакистане, включает консервативные, исламистские, религиозные и крайне-правые партии. Мулана Наеем Сиддики (основатель Техрик-э-ислами, один из основателей Джамаат-и-ислами) предложил объединение всех исламских партий в 1990-е годы.
Кади Хусейн Ахмад основал ММА в 2002 году в прямом противоречии с политикой, проводимой президентом Первезом Мушаррафом. В 2001—2003 годах Мушарраф укрепил свой режим власти, поддержав военную операцию в Афганистане, а затем в Ираке и включившись тем самым в «антитеррористическую коалицию» во главе с США. ММА консолидировался во ходе выборов 2002 года. Основная роль принадлежала партии Джамиат Улема-э-ислам (Ф) под руководством Фази-ур-Рахмана, часть руководства осуществлялось партией Джамаат-и-ислами. ММА получила власть в региональном правительстве Хайбер-Пахтунхва и в коальционном правительстве Белуджистана с Пакистанской мусульманской лигой (К). Однако общественная критика и неодобрение альянса постепенно росло.
Вскоре партия Джамиат Улема-э-ислам (Ф) вышла из альянса из-за политического несогласия по поводу бойкота выборов 2008 года. После выборов Джамиат Улема-э-ислам (Ф) вошла в коалиционное правительство, образованное левой Пакистанской народной партией и отказалась от возрождения альянса на выборах 2013 года.
Восстановление ММА состоялось в ноябре 2017 года на собрании в Мансоорах, где находится штаб-квартира Джамаат-и-ислами, на котором присутствовали 5 исламских партий и другие религиозные партии. Формально коалиция была официально объявлена в декабре 2017 года в Карачи.
Лидером ММА в марте 201 года стал Фазал-ур-Рахман для объединённого участия в выборах 2018 года.